# Theodor Poeckh
Theodor Poeckh, auch Pöckh (* 20. April 1839 in Braunschweig; † 5. Januar 1921 in Karlsruhe), war ein deutscher Maler.

## Leben
Poeckh war der Sohn des Sängers und Schauspielers Karl Josef Pöck (1804–1869) am herzoglichen Hoftheater zu Braunschweig. Seine Mutter war eine Tochter des Theaterdirektors Johann August Stöger. Er studierte in den Jahren 1853 und 1855 Theatermalerei am Collegium Carolinum und besuchte in den Jahren 1860 und 1861 die Kunstakademie Düsseldorf, wo Hans Fredrik Gude sein Lehrer war, dann die Kunstakademie München. Dort war er Schüler von Carl Theodor von Piloty. Er arbeitete einige Jahre in München und wurde dann an die Staatliche Akademie der Bildenden Künste Karlsruhe berufen (als Nachfolger von Ludwig des Coudres) und übernahm die neu eingerichtete Naturklasse sowie die Antikenklasse. Im Jahr 1892 schied er aus Altersgründen aus dem Lehrdienst aus.
Zu seinen Schülern gehörten u. a. Christian Wilhelm Allers, Emil Schill, Ernst Schurth und Paul Schultze-Naumburg.
Die Staatliche Kunsthalle Karlsruhe besitzt Werke von Poeckh (Inv.Nr. 1690, 1691 und 2018).